# Neomarica
Neomarica és un gènere de plantes rizomatoses que pertany a la família de les iridàcies. Comprèn 28 espècies nadiues de regions tropicals i subtropicals d'Amèrica Central i Amèrica del Sud.

## Descripció
Són plantes herbàcies perennes que es propaguen per rizomes a través de tanys. Les fulles són molt semblants a les d' Iris i mesuren de 30 a 60 cm de llarg per 1 a 4 cm d'ample segons l'espècie considerada. Produeixen atractives flors fragants que es marceixen ràpidament.
La forma dels escaps florals és molt semblant a la de les fulles normals. Després de florir, un rebrot es comença a formar en l'extremitat de l'escap, el qual continua creixent en longitud. El pes del tany en desenvolupar fa que l'escap s'inclini cap a terra, permetent que la nova planta s'arreli lluny de la planta mare. Per aquesta raó moltes d'aquestes espècies són conegudes popularment com a «iris caminants».

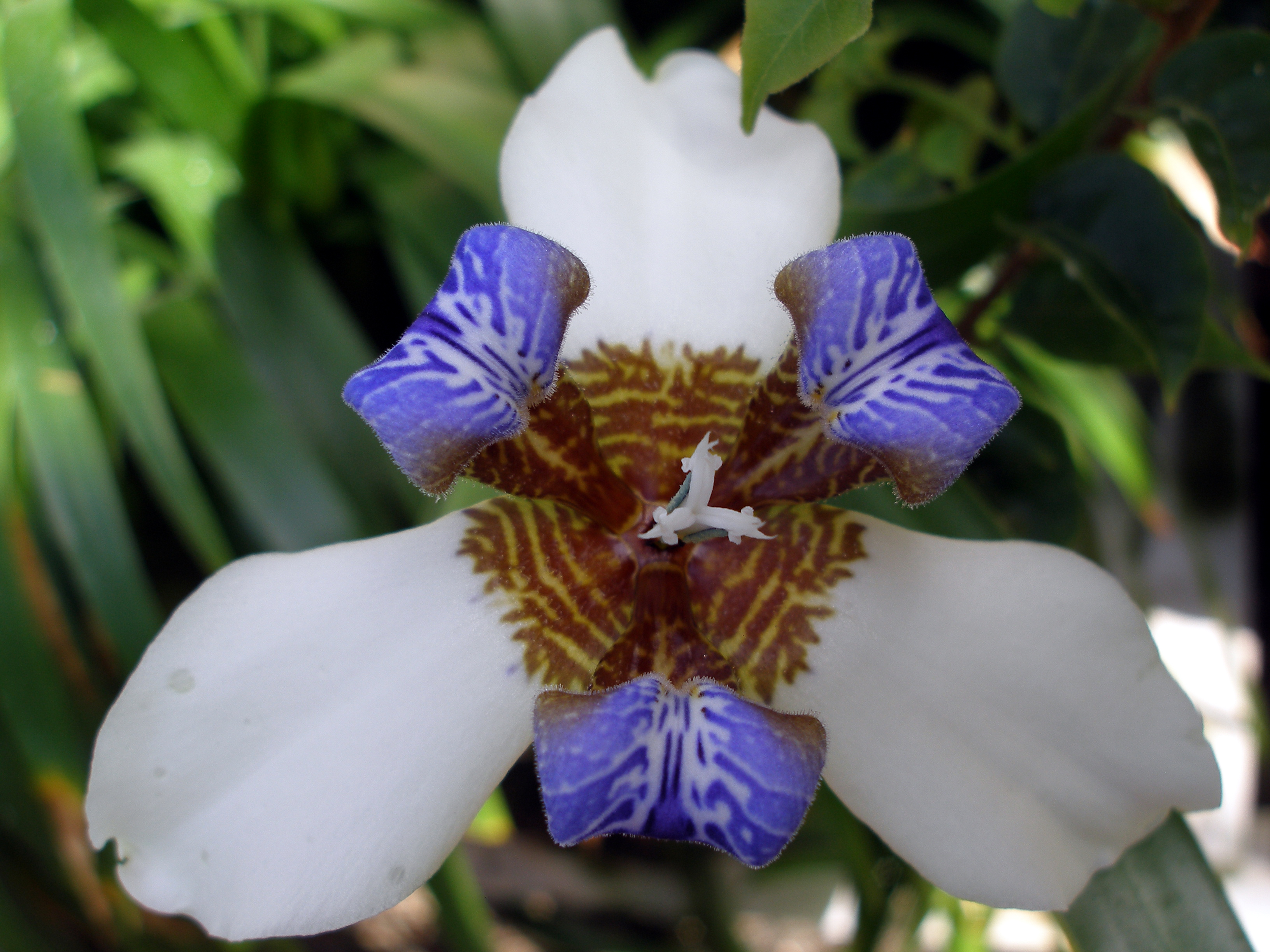
Neomarica northiana detall de la flor.

## Cultiu i usos
La majories de les espècies d'aquest gènere necessiten condicions càlides i alta humitat per prosperar. Diverses espècies de Neomarica (N. northiana, N. longifolia i N. caerulea) són plantes ornamentals bastant comuns i de fàcil cultiu.

## Taxonomia
A 2012, el World Checklist of Selected Plant Families accepta 28 espècies de Neomarica.
- Neomarica altivallis (Ravenna) A.Gil
- Neomarica brachypus (Baker) Sprague
- Neomarica caerulea (Ker Gawl.) Sprague
- Neomarica candida (Hassl.) Sprague
- Neomarica capitellata (Ravenna) Chukr
- Neomarica caulosa (Ravenna) Chukr
- Neomarica decora (Ravenna) A.Gil
- Neomarica decumbens (Ravenna) A.Gil
- Neomarica fluminensis (Ravenna) Chukr
- Neomarica glauca (Seub. ex Klatt) Sprague
- Neomarica gracilis (Herb.) Sprague
- Neomarica humilis (Klatt) Capell.
- Neomarica imbricata (Hand.-Mazz.) Sprague
- Neomarica itatiaica (Ravenna) A.Gil
- Neomarica latifolia (Ravenna) A.Gil
- Neomarica longifolia (Link & Otto) Sprague
- Neomarica northiana (Schneev.) Sprague
- Neomarica paradoxa (Ravenna) Chukr
- Neomarica pardina (Ravenna) A.Gil
- Neomarica portosecurensis (Ravenna) Chukr
- Neomarica rigida (Ravenna) Capell.
- Neomarica rotundata (Ravenna) Chukr
- Neomarica rupestris (Ravenna) Chukr
- Neomarica sabini (Lindl.) Chukr
- Neomarica silvestris (Vell.) Chukr
- Neomarica unca (Ravenna) A.Gil
- Neomarica variegata (M.Martens & Galeotti) Henrich & Goldblatt
- Neomarica warmingii (Klatt) Sprague